# Attraction (2017)
Attraction (Originaltitel: russisch Притяжение, transkribiert Pritjaschenije) ist ein russischer Science-Fiction-Film aus dem Jahr 2017 von Fjodor Bondartschuk. Russischer Kinostart war am 26. Januar 2017. Das Werk ist der vierte russische Film, der ins IMAX-3D-Format übertragen wurde.
In Deutschland kam der Film am 4. August 2017 im Rahmen eines Exklusivvertrags mit der Kinokette CineStar durch den deutschen Independent-Filmverleiher capelight pictures in über 30 Kinos. Etwa drei Wochen später, am 25. August 2017, erfolgte die Veröffentlichung auf DVD und Blu-ray. 2020 erschien die Fortsetzung Attraction 2 – Invasion, in der sich alle Protagonisten einer neuen Bedrohung stellen müssen.

## Handlung
Ein gyroskopähnliches außerirdisches Raumschiff wird von einem Meteoritenschauer beschädigt und beim Eintritt in die Erdatmosphäre über Russland von Abfangjägern abgeschossen. Das mysteriöse Objekt legt schließlich eine Bruchlandung im bevölkerungsreichen Stadtteil Tschertanowo im Süden von Moskau hin (in der deutschen Synchronisation fälschlicherweise im Norden von Moskau verortet). Die Katastrophe verursacht enorme Schäden und fordert rund zweihundert Todesopfer. Die Regierung reagiert umgehend und verhängt den Ausnahmezustand. Das Militär unter Führung von Oberst Lebedew riegelt die Absturzstelle weiträumig ab und evakuiert den Bereich.
Julia, die schulpflichtige Tochter von Oberst Lebedew, verliert bei diesem schrecklichen Ereignis ihre beste Freundin Sweta. Gemeinsam mit ihrem Freund Artjom sowie dessen Clique beschließt sie, etwas gegen die Eindringlinge zu unternehmen. Die Heranwachsenden dringen daraufhin heimlich in die militärische Sperrzone ein. Hier trifft Julia allein und unverhofft auf eine humanoide Lebensform in einem kräfteverstärkenden Exoskelett, die ihr in einer unübersichtlichen Situation das Leben rettet.
Wenig später wird der Außerirdische vom Rest der Gruppe in die Tiefe gestürzt, woraufhin er verletzt wird und das Exoskelett, welches auch eine Art Raumanzug ist, zurücklassen muss und sich versteckt. Die Gruppe um Artjom birgt den Raumanzug, während die hin- und hergerissene Julia beschließt, dem interstellaren Gast zu helfen. Sie kehrt heimlich in die Sperrzone zurück, birgt und verarztet den humanoiden Außerirdischen namens Hakon und verliebt sich schließlich in ihn. Ihr wird bewusst, dass er in Frieden zur Erde gereist ist und keine bösen Absichten verfolgt. Durch ihren Sinneswandel gerät sie selbst zwischen die Fronten, als der zunehmende Fremdenhass unter den Bewohnern Tschertanowos eskaliert – begünstigt durch spärliche Informationen der Behörden. Auch ihr Freund Artjom sinnt auf Rache: Er kann es nicht akzeptieren, dass Julia nun dem Außerirdischen mehr Aufmerksamkeit schenkt als ihm. Als er und seine Freunde Julia und Hakon attackieren, wird einer von Artjoms Freunden im Handgemenge versehentlich erschossen. Artjom macht Hakon für das Unglück verantwortlich, obwohl der Schuss aus einer Waffe seiner Kumpanen kam. Über die sozialen Medien hetzen seine Freunde und er nun gegen die Außerirdischen.
Schließlich dringt ein aufgestachelter Mob in das Sperrgebiet ein, wobei die überforderten Soldaten die Menschenmenge nicht aufhalten können. Julia und Hakon brechen mit einem GAZ Tiger zum Ort des Geschehens durch, um das Schlimmste zu verhindern: Sollten die Menschen das Raumschiff in ihre Gewalt bekommen, würden die Außerirdischen es sofort zerstören und damit vermutlich auch zahlreiche Menschen töten. Oberst Lebedew versucht währenddessen begleitet von Spezialkräften den Mob und die Außerirdischen auseinanderzubringen.
Der zu allem entschlossene Artjom versucht, den extraterrestrischen Gast zu töten. Dabei nutzt er das Exoskelett, das ursprünglich Hakon gehörte. Nach einem Kampf zwischen ihm und Hakon wird das Exoskelett beschädigt und öffnet sich. In dem Chaos gelangt Artjom an eine Kalaschnikow, mit der er den Fremdling sowie Julia schwer verletzt. Der Schütze wird daraufhin von Oberst Lebedew und dessen Spezialkräften verhaftet. Julia und Hakon werden in Begleitung von Julias Vater an Bord des Raumschiffs gebracht und medizinisch versorgt.
Dort erfährt Lebedew, dass die Außerirdischen die Erdlinge beobachten, jedoch nicht mit der Menschheit in Kontakt treten dürfen. Grund sei das aggressive Verhalten der menschlichen Spezies, wodurch diese sich binnen 600 Jahren selbst vernichten werde. Die Menschen seien daher nicht genug entwickelt für eine Kontaktaufnahme – allein Julias Handeln gebe Grund zur Hoffnung. Das Raumschiff verlässt die Erde und in der letzten Einstellung wird angedeutet, dass Hakon wieder erwacht. Julia bleibt zurück und spricht aus dem Off nachdenklich darüber, dass ein Außerirdischer mehr an die Menschheit glaubte als die Menschen selbst.

## Synchronisation
Die deutsche Synchronisation entstand unter der Dialogregie von Torsten Sense durch die Synchronfirma RRP Media UG in Berlin.
| Rollenname     | Schauspieler          | Synchronsprecher     |
| -------------- | --------------------- | -------------------- |
| Julia Lebedewa | Irina Starschenbaum   | Anne Patricia Nilles |
| Artjom         | Alexander Petrow      | Tino Mewes           |
| Hakon          | Rinal Muchametow      | Bastian Sierich      |
| Oberst Lebedew | Oleg Menschikow       | Wolfgang Wagner      |
| Rus            | Nikita Kukuschkin     | Imme Aldag           |
| Pyton          | Jewgeni Sangadschijew | Dirk Talaga          |
| Schenja        | Alexei Maslodudow     | Manolo Palma         |
| Google         | Jewgeni Michejew      | Artur Weimann        |

## Kritiken
Der Filmdienst urteilte, dass der Film „beeindruckende Schauwerte“ biete, die „weit mehr überzeugen als die kritischen Ansätze zur Begegnung von Angehörigen unterschiedlicher Kulturen. Das oberflächliche Plädoyer für Dialogbereitschaft nimmt sich inmitten der Zerstörungsorgien eher seltsam aus.“
Blu-ray-Rezensionen.net urteilt, dass „Attraction ein extrem effektvoller und visuell sehr gelungener Mix aus Independence Day und Der Tag, an dem die Erde stillstand ist, der zwar Optik über inhaltliche Tiefe stellt, das Herz aber am rechten Fleck hat. Wenn Saul der Menschheit in Person von Yulyas [Julias] Vater am Ende zusammenfasst, wie gewalttätig die menschliche Zivilisation wirklich ist, darf man sich das ruhig mal auf der Zunge zergehen lassen – selbst wenn es arg plakativ und gewollt inszeniert wirkt.“